# Kornspeicher Die Eiche

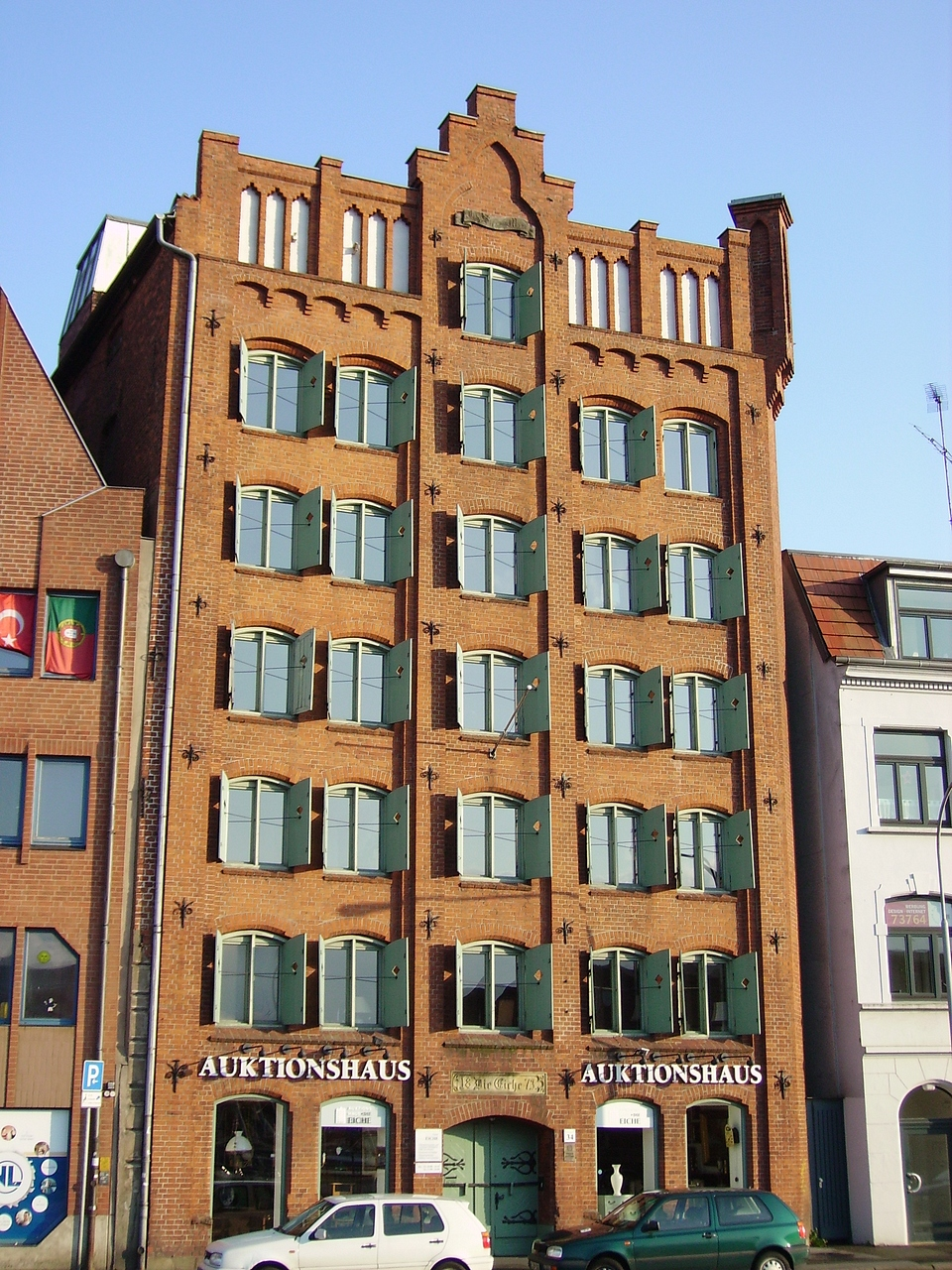
Die Eiche an der Untertrave

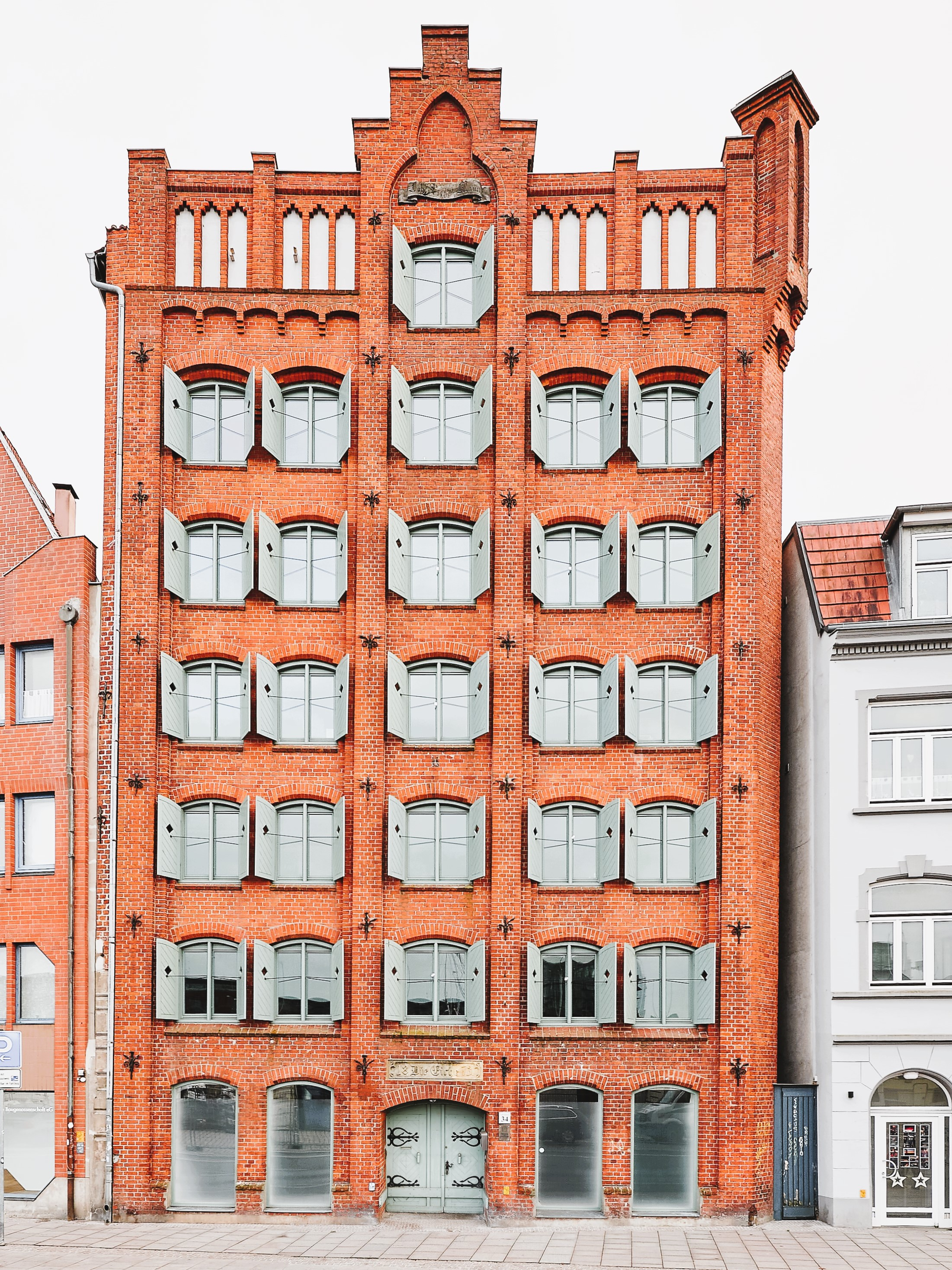
Kornspeicher DIE EICHE am Hansahafen

Der Kornspeicher „Die Eiche“ ist ein denkmalgeschütztes Speichergebäude in der Lübecker Altstadt.
Das Grundstück An der Untertrave 34 wurde im Jahr 1323 erstmals als mit einem Kornhaus bebaut urkundlich erwähnt. Zu dem Grundstück gehörte damals noch ein Gang, der mit kleineren Buden bebaut war und Harder Gang genannt wurde. Im Jahr 1873 errichtete der Lübecker Kaufmann und spätere Senator Henry Mann das heute noch bestehende Speichergebäude mit sieben Geschossen am Lübecker Hansahafen, wobei Gang samt Buden bei dieser Gelegenheit mit überbaut wurden. Als Bestandteil des Mannschen Familienvermögens spielt Die Eiche auch im Werk seines Sohnes Thomas Mann eine kleine Rolle. In den Buddenbrooks wird er namentlich neben den anderen Speichern der Firma Mann genannt. Der turmartige Speicher war als Kornspeicher konzipiert. Die Schaufassade wurde in Formen des Historismus in Backstein ausgeführt. Der kleine Treppengiebel ist ein neugotisches Zugeständnis an den damals in Lübeck noch überwiegenden Baustil. Die Eiche wurde 1973 unter Denkmalschutz gestellt und nach Aufgabe der Nutzung als Speicher über lange Jahre von einer Segelmacherei und Taklerei genutzt. Dann wurde er in den 1990er Jahren saniert, zu einem Möbelgeschäft umgebaut und diente danach einem Auktionshaus als Ausstellungs- und Verkaufsraum. Ab 2019 wurde das denkmalgeschützte Gebäude zu einem Kolumbarium umgebaut und im April 2024 als Urnenhaus eröffnet.
Sechs weitere Hafenspeicher der Firma Mann befanden sich am Lübecker Hafen An der Untertrave: Nummer 16 (Der Walfisch), Nummer 24 (Der Adler), Nummer 33 (Die Linde), Nummer 71 (Der Elephant), Nummer 87 (Der Löwe) und Nummer 91 (Der Hirsch). Nur Die Eiche ist in annäherndem Ursprungszustand erhalten. Der Walfisch und der Adler wurden in ihrem Äußeren stark verändert, der Elephant im Zweiten Weltkrieg zerstört. Die Linde, der Löwe und der Hirsch wurden abgebrochen.